# مرکب

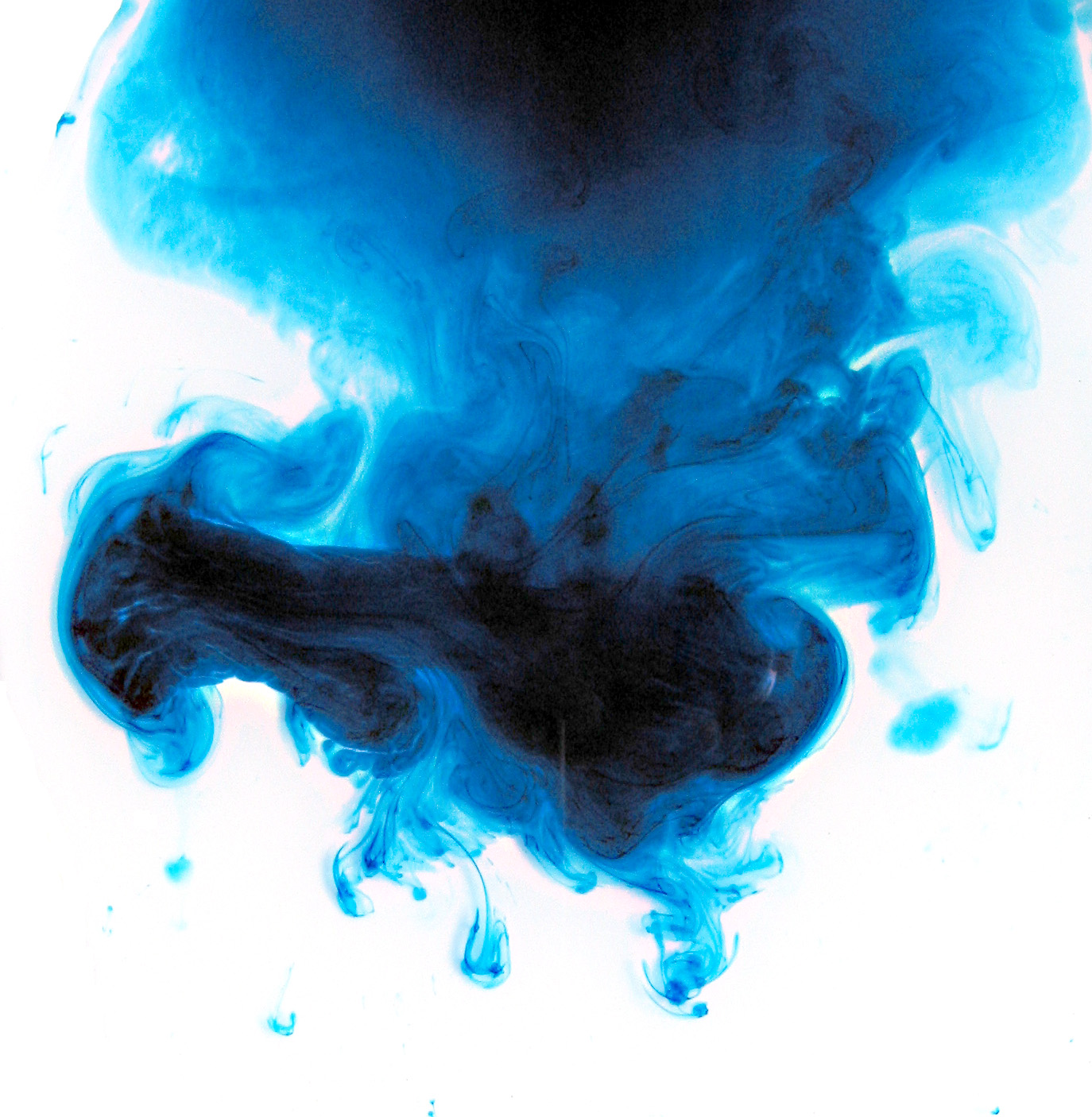
جوهر

مُرَکَّب یا جوهر مایعی حاوی رنگ‌دانه است که جهت رنگ‌آمیزی، رسّامی، طراحی یا خطاطی به‌وسیلهٔ قلم یا قلم‌مو به‌کار می‌رود. از انواع مرکّب‌های غلیظ‌تر برای چاپ ماشینی و دستی استفاده می‌شود.
مرکّب، ترکیب پیچیده‌ای از حلّال‌ها، رنگ‌دانه‌ها، رِزین‌ها، روان‌کننده‌ها، و دیگر عناصر است. این مواد، نوع و کیفیت رنگ، روان بودنِ آن، ضخامت، و خشک شدن آن را کنترل می‌کنند.
مرکب یک واژه عربی است و پارسی آن این‌هااست:
- نیمابیک، نیمابیت (نیماب از سنسکریت: نیرمانَ= ترکیب + یاتیکی (= مفعولی) پهلوی «یک» و سنسکریت «یت»)
- سامیوگیت sãmyogit (سامیوگ از سنسکریت: سامیوگَ= ترکیب + «یت»)
- میشرامیک، میشرامیت (میشرام از سنسکریت: میشرانَ= ترکیب + «یک، یت»)

## مرکّب خوش‌نویسی

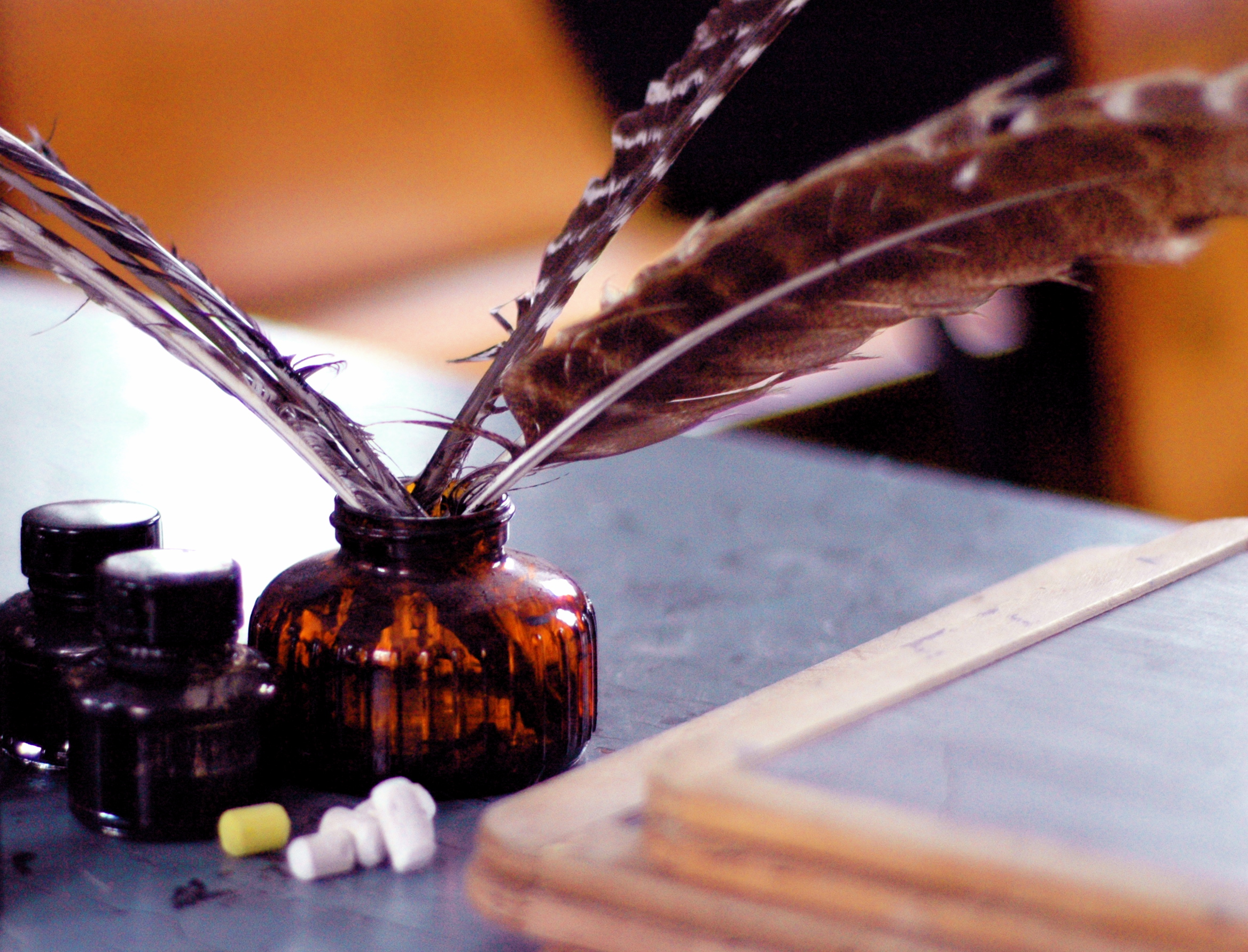
نوعی مرکب به همراه قلم

مرکب خوش‌نویسی از مهم‌ترین ابزارهای یک خوش‌نویس است، و نوع سنتی آن برای کار خوش‌نویسی مناسب است و از انواع مرکب‌ها، جوهرها، و محصولات صنعتی و نوین نمی‌شود چندان بهره‌ای گرفت.
رنگ‌دانهٔ اصلیِ مرکّب خوش‌نویسی دوده است و مواد دیگری مانند صمغ عربی، زاج، و مازو نیز برای چسبندگی رنگ‌دانه‌ها و قوام یافتن مرکّب به آن می‌افزایند. امروزه در بازار، مرکب به دو صورت مایع و خشک عرضه می‌شود؛ مرکّب مایع، آمادهٔ استفاده است، اما مرکّب خشک را باید سایید، سپس آن را در آب جوشیدهٔ ولرم یا گلاب حل کرد. این محلول را باید در ظرف سربسته به‌نرمی و در مدت‌زمان طولانی تکان داد. به این عمل «صلایه کردن» می‌گویند. صلایه در کیفیت مرکّب و کشش آن بسیار مؤثر است.
در گذشته به مرکب، مِداد یا مَداد نیز گفته می‌شد، و این نام‌گذاری بدان‌جهت بوده که قلم را مَدَد می‌دهد و کمک می‌کند تا بنویسد. همچنین، نام «مرکّب» به‌این‌دلیل به‌کار رفته که از اجزاء مختلفی فراهم آمده‌است. واژه «مَداد» به رنگ‌های دیگر نیز گفته می‌شود، ولی رنگ سیاه بیشتر به‌کار کتابت می‌آید و به رنگ‌های دیگر گاه‌گاه احتیاج می‌افتد. رنگ سیاه درجاتی دارد:
۱- سیاه مطلق (پَرکلاغی یا حالک)، ۲- سیاه معمولی (قاتم)، ۳- سیاه مایل به خاکستری (سربی یا دَیجُور)، ۴- سیاه طاوسی (مایل به سبز یا مُدهام).
جهت جلوکیری از فسادِ مرکّب، باید آن را دور از آلودگی‌ها نگه داشت و در یا سرپوش دوات را در مواردی که با آن کار نمی‌کنند، بست، و هرازچندگاهی (حدوداً یک ماه) مرکّبِ داخل دوات را باید عوض کرد. لیقهٔ خوب نیز از خرابی مرکّب می‌کاهد. به گفته استادان گذشته یکی از راه های سالم ماندن مرکب استفاده از دوات مسی است. یون های مس از کپک زدن مرکب جلوگیری می کند و حتی در کشش و پوشش مرکب که امر مهمی در نزد خوشنویسان حرفه ای است تاثیر بسزایی دارد.
برای رقیق کردن مرکّبِ خوش‌نویسی آب مقطر یا آب جوشیدهٔ سرد شده از آب معمولی بهتر است، و مناسب‌تر از آن، گلاب یا آب ریحان یا آب مازوست. (مازو برجستگی‌های کروی‌شکلی است که تحت اثر گَزِش حشرهٔ مخصوصی بر روی جوانه‌های درخت بلوط مازو ایجاد می‌شود. این برجستگی‌ها حاوی شیرهٔ درخت مزبور است که به نام مازو موسوم است. در ترکیب مازو ۶۰–۷۰٪ تانن وجود دارد، به‌علاوه، مقدار کمی اسید کالیک و اسید آلاژیک و مقداری مواد گلوسیدی و آمیدون. در صنعت، از مازو جهت تهیهٔ مرکّب سیاه و رنگ کردن پارچه‌ها و نیز در چرم‌سازی استفاده می‌شود).
امروزه مرکّب خوش‌نویسی به دو صورتِ جامد و مایع عرضه می‌شود. ساختِ مرکّب، روش‌های گوناگونی دارد، ولی متداول‌ترین آن، که درمیان خطاطان رایج است، بدین‌صورت است که ابتدا مقداری دوده (برای رنگ سیاه، و انواع رنگ‌دانه‌های گیاهی برای رنگ‌های دیگر) را در آب جوشیدهٔ سرد شده حل می‌کنند و داخل آن زاج سفید می‌ریزند و سپس آن را با شعلهٔ کم می‌جوشانند؛ سپس آن را آرام‌آرام خنک می‌کنند. این روش، ساده‌ترین روش ساخت مرکّب است. البته در بعضی مواقع، زعفران، پوست گردو، و برخی مواد دیگر نیز به‌کار می‌رود.